# Імре Матес
Імре Матес (угор. Imre Mathesz, 25 березня 1937, Будапешт — 6 грудня 2010, Мернье) — угорський футболіст, що грав на позиції півзахисника. По завершенні ігрової кар'єри — тренер.
Виступав, зокрема, за клуб «Вашаш», з яким став чотириразовим чемпіоном Угорщини та триразовим володарем Кубка Мітропи, а також національну збірну Угорщини, у складі якої був учасником чемпіонату світу 1966 року.

## Клубна кар'єра
Займався футболом у клубу «Вашаш». 1956 року через придушення революції покинув країну і виступав за австрійську «Аустрію» (Відень), втім наступного року повернувся до Угорщини, знову ставши гравцем «Вашаша». Відіграв за клуб з Будапешта наступні тринадцять сезонів своєї ігрової кар'єри. Більшість часу, проведеного у складі «Вашаша», був основним гравцем команди і у 248	матчах чемпіонату забив 28 голів. За цей час чотири рази виборював титул чемпіона Угорщини та тричі ставав володарем Кубка Мітропи.
Завершив ігрову кар'єру у команді «Діошдьйор», за яку виступав протягом 1970 року.

## Виступи за збірну
У складі юнацької збірної до 18 років взяв участь у домашньому юнацькому чемпіонаті Європи 1956 року, де його команда виграла свою групу і стала однією з чотирьох співпереможниць турніру, оскільки плей-оф раунд не проводився.
25 жовтня 1964 року дебютував в офіційних матчах у складі національної збірної Угорщини в товариській грі проти Югославії (2:1).
У складі збірної був учасником чемпіонату світу 1966 року в Англії, зігравши на турнірі у двох матчах, а його команда стала чвертьфіналістом турніру.
Загалом протягом кар'єри у національній команді, яка тривала 4 роки, провів у її формі 12 матчів.

## Кар'єра тренера
Розпочав тренерську кар'єру відразу ж по завершенні кар'єри гравця, 1970 року, очоливши тренерський штаб клубу «Діошдьйор».
Протягом тренерської кар'єри також очолював команди «Егрі Доса», «Капошвар», «Шіофок», «Шопрон» та кілька інших невеликих клубів.
Останнім місцем тренерської роботи був клуб «Капошвар», головним тренером команди якого Імре Матес був з 1991 по 1992 рік.
Помер 6 грудня 2010 року на 74-му році життя у селі Мернье в автомобільній катастрофі. Його автомобіль врізався у вантажівку, від чого колишній футболіст помер на місці.

## Титули і досягнення
- Чемпіон Угорщини (5):

«Вашаш»: 1960–61, 1961–62, 1965, 1966
- Володар Кубка Мітропи (3):

«Вашаш»: 1957, 1962, 1965